# Стонвил (Северна Каролина)
Стонвил (енгл. Stoneville) град је у америчкој савезној држави Северна Каролина.

## Демографија
По попису из 2010. године број становника је 1.056, што је 54 (5,4%) становника више него 2000. године.
| Група             | 2000.       | 2010.       |
| Белци             | 763 (76,1%) | 815 (77,2%) |
| Афроамериканци    | 193 (19,3%) | 171 (16,2%) |
| Азијати           | 0 (0,0%)    | 3 (0,3%)    |
| Хиспаноамериканци | 36 (3,6%)   | 40 (3,8%)   |
| Укупно            | 1.002       | 1.056       |